# هاري هولاند
هاري هولاند (بالإنجليزية: Harry Holland)‏ هو سياسي نيوزلندي، ولد في 10 يونيو 1868 في كوينبيان في أستراليا، وتوفي في 8 أكتوبر 1933 في نيوزيلندا بسبب نوبة قلبية. حزبياً، نشط في حزب العمال النيوزيلندي. وقد انتخب عضو مجلس النواب النيوزيلندي.

## روابط خارجية
- هاري هولاند على موقع الموسوعة البريطانية (الإنجليزية)